# クレタ島
クレタ島（クレタとう、ギリシア語: Κρήτη / Kriti ; 英語: Crete）は、ギリシャ共和国南方の地中海に浮かぶ同国最大の島。古代ミノア文明が栄えた土地で、クノッソス宮殿をはじめとする多くの遺跡を持つ。また、温暖な気候や自然景観から地中海の代表的な観光地でもある。
クレタ島は島全体で、ギリシャ共和国の広域自治体であるペリフェリア（地方）を構成する。首府はイラクリオ（イラクリオン）。

## 名称
日本語では「クレタ」で定着しているが、現代ギリシャ語の発音では「クリティ」である。
ホメーロスの『オデュッセイア』に初めて「クレーテー」（古代ギリシア語: Κρήτη / Krētē）の名が登場するが、語源は不明である。ラテン語で「クレータ」（Creta）となった。
アラビア語ではもともと、Κρήτη をもとに「イクリーティシュ」（アラビア語: اقريطش / Iqrīṭiš）と呼ばれていたが、9世紀にクレタ首長国 (Emirate of Crete) が首都「ラブド・アル・ハンダク」（アラビア語: ربض الخندق / Rabḍ al-ḫandaq、現在のイラクリオン）を建設すると、首都と島は「ハンダクス」（Χάνδαξ / Khandhax）や「ハンダクス」（Χάνδακας / Khandhakas）として知られるようになった。この名は、ラテン語およびヴェネツィア語で「カンディア」（Candia）と転記され、ここからさらにフランス語で Candie、英語でCandyやCandiaと表記されるようになった。 
オスマン帝国の支配下では、オスマン語で「ギリット」（كريت / Girit）と呼ばれた。

## 地理

クレタ島

### 位置・広がり・面積
クレタ島は、ギリシャ本土から約160km南に離れた地中海東部に位置し、エーゲ海の南縁をなす。島の北側（エーゲ海側）の海はクレタ海、南側はリビア海とも呼ばれる。クレタ島の西北側にはペロポネソス半島とそれに付随する島々があり、アンティキティラ海峡を隔ててアンティキティラ島が浮かんでいる。また、クレタ島の東側には、カソス海峡を隔ててドデカネス諸島に属するカソス島がある。
クレタ島の面積は8,336平方キロでこれは日本の広島県の面積（8,479平方キロ）に相当する。島の形状は東西の長さが260kmであるのに対して、南北の幅は広いところで60km、狭いところ（イエラペトラ付近）で12kmほどという、東西に細長い島である。海岸線の長さは1,046kmに及ぶ。ギリシャ共和国最大の島であるとともに、地中海ではシチリア島、サルデーニャ島、キプロス島、コルシカ島についで5番目に大きな島である。
行政区画としてのクレタ地方（Περιφέρεια Κρήτης）は、南方沖に浮かぶガヴドス島やイラクリオ沖のディーア島など、クレタ島周辺の小島嶼も範囲に含める。クレタ地方に隣接する行政区画は、ペロポネソス半島側がペロポネソス地方、ドデカネス諸島側が南エーゲ地方となる。

### 地勢
クレタ島の最高峰は、島の中部にそびえるイディ山（プシロリティス、2,456m）である。クレタ島は全体に山がちな地形であり、山々は西部のレフカ・オリ山地（主峰はレフカ・オリ山、2,452m）、中部のイディ山地（主峰はイディ山）、東部のディクティ山地（主峰はディクティ山、2,148m）といったいくつかのグループに分けられる。
これら多くの山々はまた、多くの盆地や谷を形成している。イディ山西南側のケドロス山 (Mount Kedros) （1,776m）との間にあるアマリ谷 (Amari Valley) や、ディクティ山北側のラシティ高原は、山間に開けた肥沃な土地となっている。また、国立公園に指定されている西部のサマリア渓谷や、同じく西部のインブロス渓谷をはじめとして、多くの渓谷・峡谷がある。
- 西からのイディ山の眺め
- ラシティ高原
- サマリア渓谷

### 気候
クレタ島は、地中海と北アフリカの気候区にまたがっている。
島の大部分は地中海性気候であり、温暖である。海との距離によって空気も湿潤であり、冬も気候は穏やかである。山岳部では11月から5月にかけて降雪がみられ、山頂では一年を通じて雪を戴いているが、低地での降雪はまれであり、降ったとしても積雪することはまずない。2004年2月には大寒波が襲来し、全島にわたって積雪したことがあるが、これは非常にまれな事例である。夏季には、日平均気温が20度台後半から30度台前半で推移するが、最高気温は30度台後半から40度台前半に至ることもある。
島の南側の沿岸部では北アフリカの気候区分に属し、一年を通じて日照時間は長く、高温である。ナツメヤシが実を結び、ツバメもアフリカへの渡りを行わずに一年中留まる。島の東南部のイエラペトラなどでは、冬季に温室で夏の野菜や果物を生産している。

### 主要な都市
人口1万人以上の都市には以下がある。
- イラクリオ （イラクリオ県イラクリオ市） - 130,914人
- ハニア （ハニア県ハニア市） - 53,373人
- レティムノ （レティムノ県レティムノ市） - 27,868人
- イエラペトラ （ラシティ県イエラペトラ市） - 11,678人
- ネア・アリカルナソス （イラクリオ県イラクリオ市） - 11,551人
- アイオス・ニコラオス （ラシティ県アイオス・ニコラオス市） - 10,080人

クレタ島最大の都市は、首府である中部のイラクリオである。この町は歴史上カンディアとも呼ばれた。西部のハニアがこれに続く。このほか、人口1万人以上の都市には、中西部のレティムノ、東部のアイオス・ニコラオスやイエラペトラなどがある。主要都市は北岸（クレタ海側）に集まっており、南岸（リビア海側）に位置するのはイエラペトラのみである。イエラペトラは「ギリシャ最南端の町」であるとともに、「ヨーロッパ最南端の町」ともされる。
- イラクリオ市街
- ハニアのヴェネツィア港
- イエラペトラのモスク跡

## 歴史

### ミノア文明
クレタ島はヨーロッパにおける最初の文明のひとつであるミノア文明が栄えた。当時の社会については、伝えられるべき文字が遺されなかったため、遺構から類推するよりほかないが、平和で開放的であったと考えられている。ミノア期の遺跡には、壮麗な石の建築物や複数階の宮殿があり、排水設備や、女王のための浴場、水洗式のトイレがあった。水力を動力とする仕組みに関する技術者の知識はとても高度なものであった。エジプトなどとの交易によってもたらされた遺物から、ミノア文明は、紀元前3000年頃からクノッソスが衰退した紀元前1400年頃ごろまで栄えたと考えられている。
その当時クレタ島で使われていた言語はミノア語であると考えられている。ミノア語はアルファベットとは異なる象形文字を持ち、これを線文字Aと呼ぶ。線文字Aはいまだ解読されていないが、後世に書体が簡略化された線文字Bは1952年、マイケル・ヴェントリスによって、ギリシャ語である事が判明した。
またミノア語からはクレタ語と呼ばれる言語が派生したと考えられているが、現在は死語であり、資料も地中海沿岸で発見されたものがわずかにあるだけで、これについて分かっていることは非常に少ない。

### ポリス時代
ギリシャ各地にポリスが出現していた時代のものとして、クレタ島ドレロス (Dreros、現在のドリロス、アイオス・ニコラオスとプラカ (Plaka) の中間)からは現存する最古（紀元前7世紀）の成文法が発掘されている。コスモスと呼ばれる高位役職者の連続した就任を禁じ、再任の場合には10年を経ることを定めたものであり、特定の者に権力が集中することを防ぐことを狙ったものとみられる。
クレタ島のポリス時代には、他のギリシャ各地とは異なる点が多々ある。
- クレタでは葬制および宗教的慣行について、他のギリシャ各地とは異なり、暗黒時代から前古典期までの連続性がみられる。
- 祭祀が行われた場所は洞穴や山頂など野外であり、神殿のような建造物が少なかった。このことは神殿をアクロポリスに建設し、これを中心に人々が集まってポリスを形成していった他のギリシャ各地と異なっている。前8世紀末から前7世紀にドレロス、ゴルテュス（ゴルテュン）、プリアニスでも神殿が建てられていくが、他の地域の神殿とは構造上の違いがある。)
- 中央部ギリシャで考古学上の痕跡としてみられる、前8世紀に起きた社会の再編成が、クレタ島にはそのような現象が起きていない。

クレタ島史の研究に際しては、前6世紀を通じて考古史料が激減しており、前6世紀初頭の解明が重要な課題とされている。
南クレタの都市国家ゴルテュンでは都市の法律が誰もが目にする公共広場アゴラのわきにある壁の一面に刻まれていた。このゴルテュン法典はクレタその他の南の島々で使われたドーリア方言で書かれた。壁の碑文は、人が立って読むのにちょうどよい高さ1.5メートルくらいの位置に横幅9メートルにわたって刻まれた。全部で600行からなり、商業や契約に関する法も記されていたが、大半は私法的規定である。

### 古代ローマ帝国から中世へ
紀元前27年、現リビアのキレナイカ地方とあわせて、ローマ帝国がキレナイカ属州を設置。ローマ帝国の東西分裂後は東ローマ帝国 が領有を継承した。
5世紀ごろ、キリスト教の布教が始まる。7世紀末 - 8世紀、クリトのアンドレイが主教を務めた。

### イスラム勢力の統治
824年、イベリアのイスラム教徒が侵入。カンディア (Candia、現在のイラクリオン) を建設し首都とする。以降東ローマ帝国による奪還まで、東地中海で略奪を働く海賊の拠点となった。961年、東ローマ帝国が奪回した。

### ムスリムによる征服までの時代
ローマの支配の下、クレタは帝国のクレタ・キュレナイカ属州の一部に組み込まれていた。ディオクレティアヌス帝（在位：284年-305年）の下でクレタ島はキュレナイカから分離されて単独の属州となり、コンスタンティヌス1世（大帝、在位：306年-337年）はこれをの（後に）の下に置いた。この枠組みは古代末期まで継続した。由緒正しい島ののようないくつかの行政機関は4世紀の終わりまで持続していた。
4世紀からムスリムによる820年代の征服までの期間のクレタに言及する同時代史料は僅かしかない。この時代の間、クレタ島はグレコ・ローマン世界の片隅にある非常に静謐な地域であった。すぐ隣にあるロードス島やコス島とは対照的にクレタ島の主教たちは325年の第1ニカイア公会議にすら出席していない。457年のヴァンダル族による攻撃と、365年7月21日の地震、および415年、448年、531年の地震によって多くの都市が破壊されたが、これらを例外としてクレタ島は平和と繁栄を維持したことが、当時から今なおこの島に残る数多くの大規模かつ良質なモニュメントによって証明される。6世紀に成立した『シュネクデモス』では、クレタ島はによって統治され、首都はに置かれており、22もの都市があったと特筆されている。この時代の人口は250,000人に上ったと推定され、主要都市中心部に居住していた少数のユダヤ人を除いてほとんどがキリスト教徒であった。
この平和は7世紀に破られた。クレタ島は623年にスラヴ人による初めての襲撃を受け、続いて654年と670年代にはの波の中でアラブ人に襲撃された。8世紀最初の10年間の間に再び、特にカリフ、アル＝ワリード1世（在位：705年-715年）の下でアラブ人による襲撃があった。その後、クレタ島はコンスタンティノープルから任命されるアルコン層の統治の下で比較的平穏な時代を過ごした。732年頃、皇帝たるイサウリア人レオン3世はこの島をローマ教皇の管轄からコンスタンティノープル総主教庁の管轄へと移した。767年にはクレタ島のストラテゴスの存在が証明されており、またクレタ島の（tourmarches、地区長官）の印影が発見されている。これらの証拠から、8世紀（恐らくは730年代初頭）にクレタ島のテマが構成されたという説が提案されている。しかし、大半の学者はこれらの証拠は十分に検証されておらず当時のクレタ島にテマのが存在したとは考えにくいとしている。

### アラブ人の統治とビザンツ帝国の再征服
ビザンツ帝国の支配は820年代の後半までに終わり、クレタ島はアンダルス（イベリア半島）からやってきて上陸した多数の追放者の一団によって征服された。ビザンツ帝国は繰り返し彼らを追い払うための遠征を行い、まだ支配下に残されていたクレタ島の部分を統治するためのストラテゴスを任命したと思われる。だが、この一連の遠征は敗北に終わった。ビザンツ帝国はこのサラセン人たちがクレタ島の北岸に本拠地となるカンダクスを建設するのを防ぐことに失敗し、以降カンダクスがクレタ島のアラブ人たち（イスラーム期のクレタを参照）の首都となった。アラブ人によるクレタ島の失陥はビザンツ帝国に頭痛の種をもたらした。この島が陥落したことでエーゲ海の海岸地帯が海賊たちに開放された。
が指揮する842/843年のビザンツ帝国の大遠征は、同時代史料である『Taktikon Uspensky』にクレタ島のストラテゴスの存在が記されていることから証明されるように、明らかにある程度の成功を遂げ、奪回したクレタ島の一部にテマを再建した。しかし、テオクティストスはこの遠征作戦を放棄しなければならず、残された軍隊は瞬く間にサラセン人によって撃破された。911年と949年の更なるビザンツ帝国の再征服の試みは悲惨な失敗に終わり。そして960年から961年にかけて将軍ニケフォロス・フォカスが大軍を指揮してクレタ島に上陸し、し、この島をビザンツ帝国の下へ戻した。

### ビザンツ帝国復帰後のクレタ
再征服の後、クレタ島は正規のテマとして編成され、ストラテゴスによってカンダクスを拠点に統治された。やらによって島民のキリスト教への改宗に多大な努力が払われた。島の駐留軍として1,000名からなる連隊（taxiarchia）が形成され、taxiarchiaは（tourmai）としてさらに細分化されていた。
アレクシオス1世（在位：1081年-1118年）の下、この島はドゥクス（公）またはによって統治された。12世紀初頭までには、クレタ島は南部ギリシア（および）と共に、ビザンツ帝国の司令官である（大公）の支配下にあった。総督による1092/1093年の反乱を除き、この島は比較的平穏が維持され、第4回十字軍までビザンツ帝国の手に残された。第4回十字軍の間に、アレクシオス4世はクレタ島をプロノイアとしてモンフェッラート侯ボニファッチョ1世のものとしたとみられる。だが、ボニファッチョ1世はクレタ島に実効支配をおよぼすことが出来ず、この島に対する自身の権利をヴェネツィア共和国に売却した。この取引の最中、クレタ島はヴェネツィアの商売敵であるジェノヴァ共和国によって制圧されたが、ヴェネツィアは1212年までにこの島に対する支配を確立し、ヴェネツィアの植民地としてのクレタ島（カンディア王国）が確立された。

### ヴェネツィア共和国の統治
1204年、第4回十字軍に参加していたヴェネツィア共和国により征服される。これによりルネサンス文化が伝えられ、エル・グレコ、ニコラス・カリアキ（哲学者)、ヴィツェンツォス・コルナロス（詩人）などの活躍につながる (クレタ・ルネサンス)。
1348年、ペストが大流行する。以降、1398, 1419, 1456, 1523, 1580, 1592, 1678, 1689, 1703, 1816の各年にも大流行が見られた。これにより人口が流出することもあり、人口が2/3となったこともあった。島外へ逃れたものの中には、コンスタンティン・コルニアクトスのように大陸で大成功を収めたものもあった。
1492年、スペインのレコンキスタから逃れてきたユダヤ人がクレタ島に流入。1627年にはカンディアのユダヤ人の住民は800人、島の人口の7%を占める。
1574年、ジャコモ・フォスカリーニ (Giacomo Foscarini) による非カトリック住民への圧政が始まる。ギリシャ人やユダヤ人には高税が課せられる。この圧政はオスマン帝国による征服まで続く。

### オスマン帝国の統治

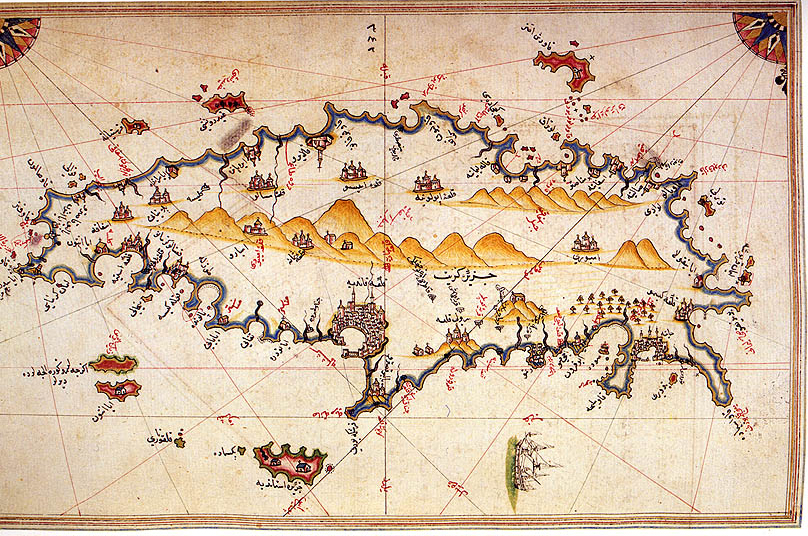
ピーリー・レイースによるクレタ島の地図

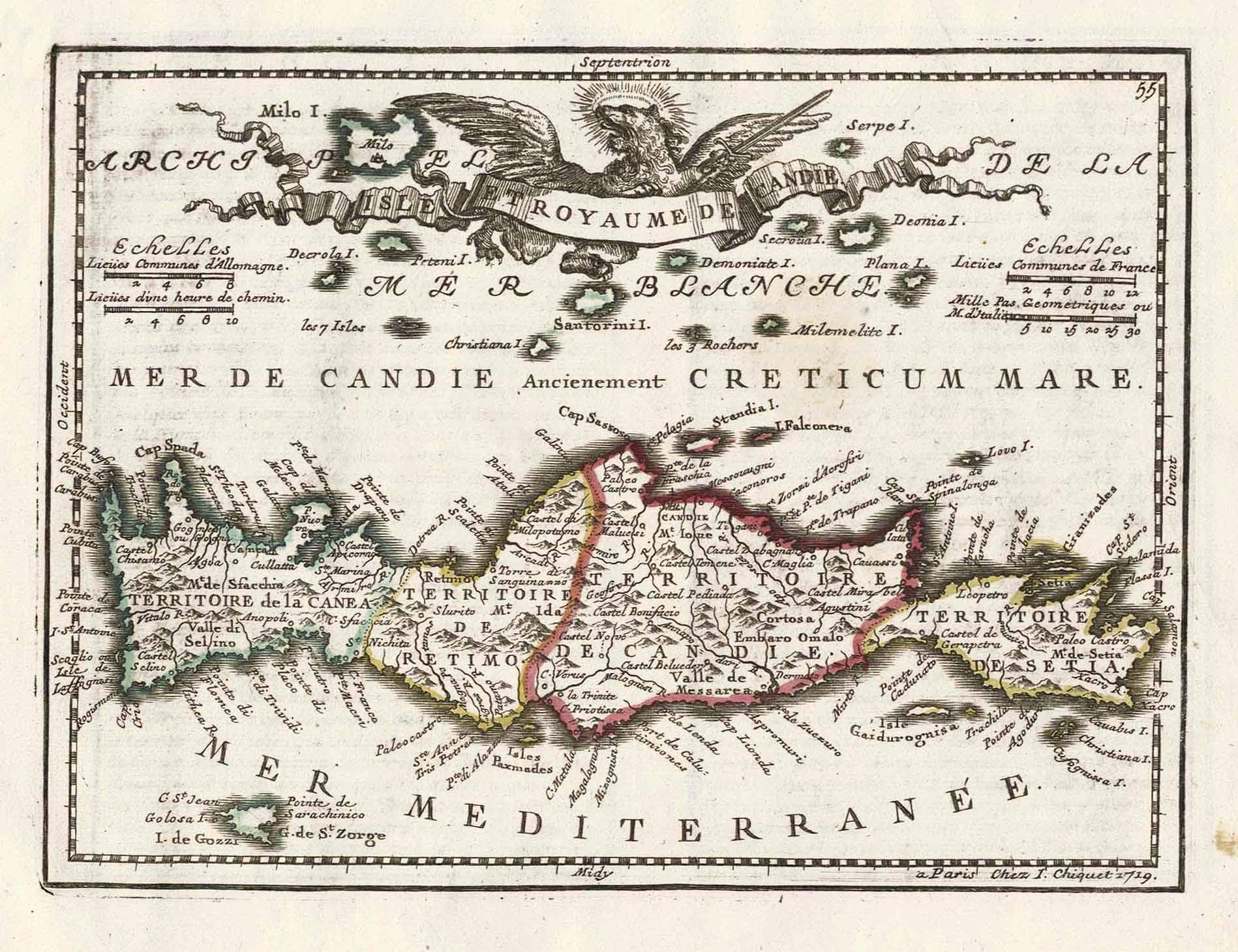
パリで1719年に作られたクレタ島の地図。

1644年から1669年にかけて、キョプリュリュ・アフメト・パシャが大宰相として率いるオスマン帝国が、クレタ島の領有権をめぐって争い (クレタ戦争 (1645年–1669年)、カンディア包囲戦)、結果的にオスマン帝国領となる。これにより宗教の違いによる弾圧的な扱いは撤廃され、どの住民も経済的にほぼ等しい権利を持つとして扱われた。現地のギリシャ人がムスリムに転向する例が増える (その後の1900年では、島内のムスリム人口は11%。これらの人々は1923年の住民交換でトルコに強制移住)。オスマン帝国の支配下では、キリスト教徒による反乱が散発した。

### 近代
19世紀の半ばにクレタの人口は約16万人で、キリスト教徒が多数だったが、3分の1はイスラム教徒であった。
19世紀にはオスマン帝国/トルコ、エジプト、ギリシャが領有を求めて争った。その成否を決したのは当事国の力というよりイギリス、フランス、ロシアなど欧州列強の意向で、クレタの運命は国際政治に翻弄され続けた。
- 1830年のロンドン議定書により、オスマン帝国からエジプト (オスマン帝国の属州だったが、ムハンマド・アリー朝としてほとんど独立状態であった) に移される。これ以降、クレタ州成立までキリスト教徒による反乱が散発する。
- 1840年にオスマン帝国に戻される (第二次エジプト・トルコ戦争でエジプトの戦力に脅威を覚えた欧州列強の介入による)。
- 1866年、en:Cretan Revolt (1866–1869)。
- 1888年、クレタ議会選挙で急進派が多数を占めたことから、オスマン帝国がクレタ島に派兵。議会はそれ以降、ギリシャへの併合を目指す。
- 1896年、在アテネの民族協会とギリシャ海軍がクレタに派兵（el:Κρητική Επανάσταση (1895-1898)）。欧州列強（英仏露独伊墺）がクレタ島を封鎖し、これを阻止。
- 1898年、列強の圧力により、オスマン帝国の宗主権の元で自治権を持ったクレタ州 (Cretan State) が発足。司法顧問にヴェニゼロスが着任。ゲオルギオス1世の次男ゲオルギオス王子が1898年から1906年までクレタ総督の地位にあった。
- 1905年、en:Theriso revolt。
- 1913年、第一次バルカン戦争の結果、オスマン帝国が領有権を放棄し、ギリシャ領となる。
- 1922年、第二次希土戦争の結果ローザンヌ条約が締結され、これにより翌1923年からギリシャとトルコの住民交換が開始された。イスラム系住人の多くはアナトリア半島沿岸部、シリア、レバノン、エジプトに移住させられたが、その一部は現在から見るとギリシャ人であったとされている。同時にスミルナをはじめとする小アジアからはギリシャ人が移住してきたが、彼らは習慣、方言、食生活等、以前からクレタ島にいた住人とは大きな相違があった。結果的に、クレタ島の民族構成は非常に大きく変わった。
- 1936年、ギリシャ本土のクーデター（八月四日体制）に反抗し、暴動が発生。戒厳令が敷かれる。
- 1941年、第二次世界大戦中にイギリス軍が進駐。4月23日、本土がドイツ軍に占拠されたためアテネからクレタ島へ遷都。国王、首相がクレタに避難した[27]。5月20日にドイツ軍は空挺部隊によりクレタにも侵攻を開始[28]、激しい戦闘(クレタ島の戦い)の末に、駐留していたイギリス連邦諸国軍を追い出した。ドイツ軍の勝利が明らかになってから、ドデカネーズ諸島のイタリア軍がラシティ県に侵攻し占拠した。国王と首相はカイロに逃れた。クレタ市民の相当が、防衛戦で武器を取って戦ったため、占領後、ドイツ軍は報復として、1,000人以上のクレタ人を処刑したので、クレタ人の反独感情は強く、島の中央部の山間地帯は、イギリスの秘密作戦部に支援された種々のクレタ人抵抗組織が蟠踞しており、ドイツ軍の支配は不十分であった。
- 1943年、イタリアでムッソリーニ政権が失脚すると、島のイタリア軍司令官は、イギリス軍に連絡を取り、イギリス軍による占領・保護を望んだが、イギリス側にはクレタ島侵攻計画はなく、ドイツ軍は先手をとって残りの東部も占領し、イタリア軍を武装解除した。
- 1944年、4月には、クレタ人武装組織の支援を受けたイギリス軍秘密作戦部工作員により、ドイツ軍司令官クライペ少将がエジプトに拉致された。10月には、クレタ人武装組織の圧力により、イラクリオンからドイツ軍は撤退を余儀なくされた。
- 1945年、5月のドイツ降伏に伴い、島のドイツ軍もイギリス軍に降伏。ギリシア政府の要求で、2名の歴代クレタ島ドイツ軍司令官は、連合軍からギリシア政府に引き渡され、戦争犯罪で死刑判決を受け、1945年と1946年にアテネで銃殺された。

戦後、ギリシャ本土は共産党系と反共のせめぎ合いで内戦状態であったが、クレタの住民は、共産党も王家も支持せず、本土とは距離を置いていた。本土で1967年に起きた軍事クーデター以降は、本土との交通、通信の発達の寄与もあり、政治的距離は縮まっている。

## 社会

### 宗教
なお、ギリシャ共和国の主要宗教はアテネに大主教座を置くギリシャ正教会であるが、クレタ島だけは同じ正教会でもトルコのイスタンブールにあるコンスタンディヌーポリ総主教庁の管轄下にある。

### 生活
オリーブオイルの年間個人消費量が世界一多いギリシアの中でも特に消費量が多く、東南部のクリッツァ村は、年間個人消費量が50リットルもある。

## 行政区画
島全体で一つのペリフェリア（地方）である。

### 県
クレタ地方は、4つの行政区（ペリフェリアキ・エノティタ）から構成されている。なお、下表の4つの行政区は西から順に配列している。人口は2021年現在。
2010年の地方制度改革（カリクラティス改革）以前は、自治体としての県（ノモス）であったが、2011年1月1日にノモスが廃止されて行政区となった。
|   | 行政区名       | 綴り             | 政庁所在地           | 面積 Km² | 人口    |
| - | -------------- | ---------------- | -------------------- | -------- | ------- |
| 1 | ハニア県       | Χανιά Chania     | ハニア               | 2,376    | 156,706 |
| 2 | レティムノ県   | Ρέθυμνο Rethymno | レティムノ           | 1,496    | 84,866  |
| 3 | イラクリオン県 | Ηράκλειο Iraklio | イラクリオン         | 2,641    | 305,017 |
| 4 | ラシティ県     | Λασίθι Lasithi   | アイオス・ニコラオス | 1,823    | 77,819  |

### 市
クレタ地方には、基礎自治体である市（ディモス）が24ある。
| - ハニア県 - ハニア - アポコロナス - ガヴドス - カンダノス＝セリノ - キサモス - プラタニアス - スファキア - レティムノ県 - レティムノ - アイオス・ヴァシリオス - アマリ - アノギア - ミロポタモス | - イラクリオン県（イラクリオ県） - イラクリオン（イラクリオ） - アルハネス＝アステルシア - ヴィアンノス - ゴルティナ - マレヴィジ - ミノア・ペディアダ - フェストス (イラクリオン県) - ヘルソニソス - ラシティ県 - アイオス・ニコラオス - イエラペトラ - オロペディオ・ラシティオ - シティア |

## 交通

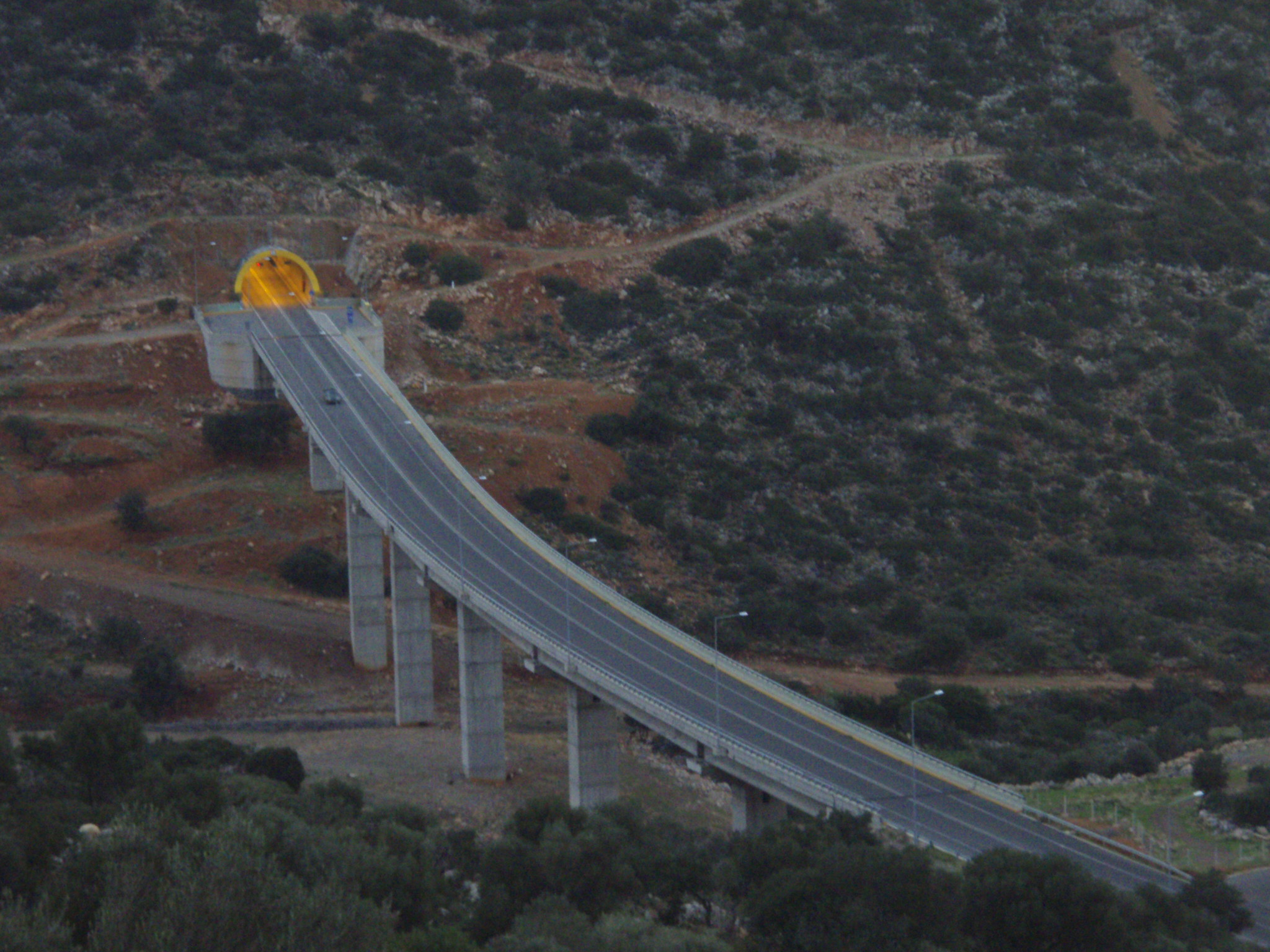
イラクリオのE75号線（GR-90）

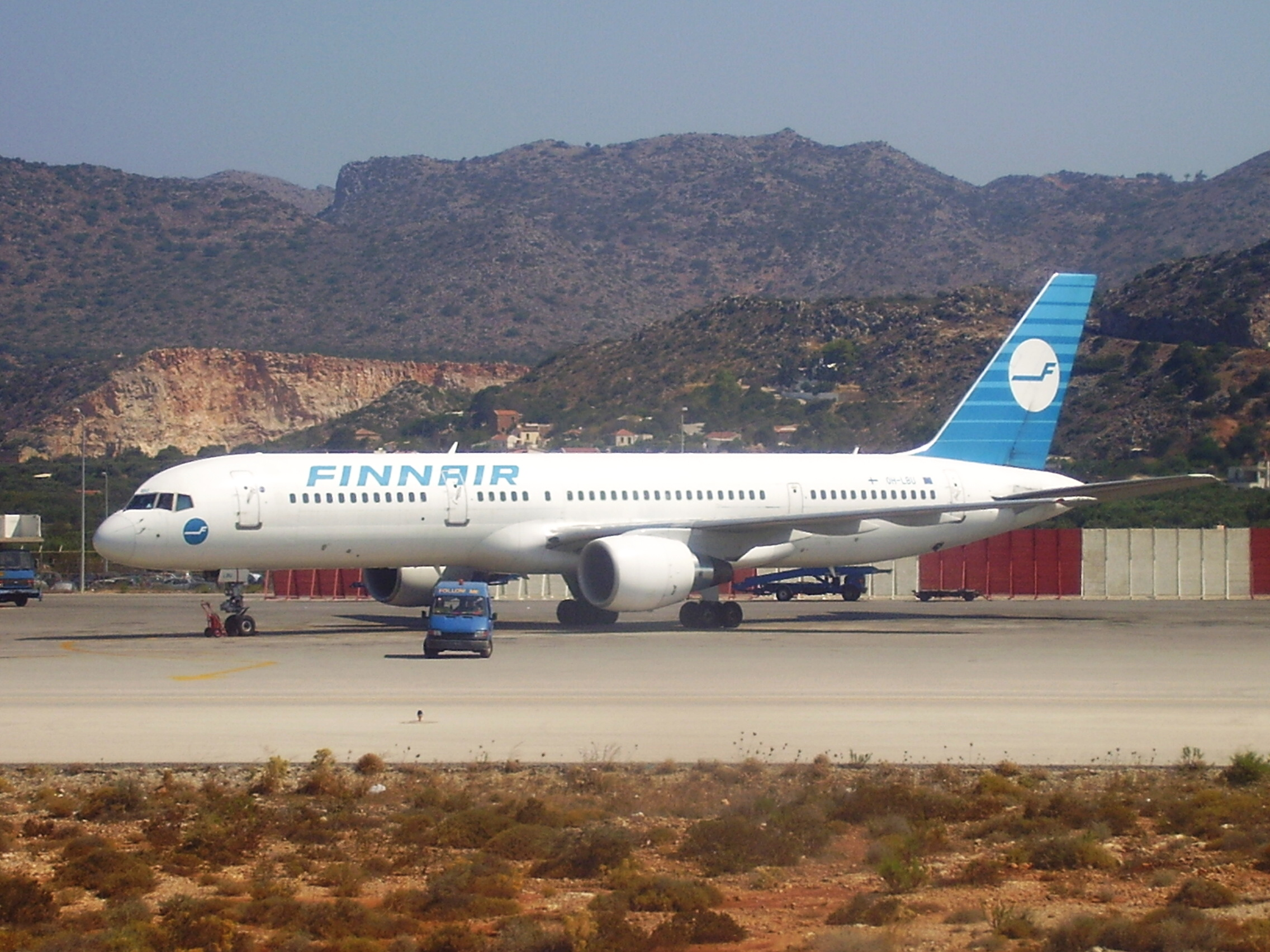
ハニア空港のフィンエアー機

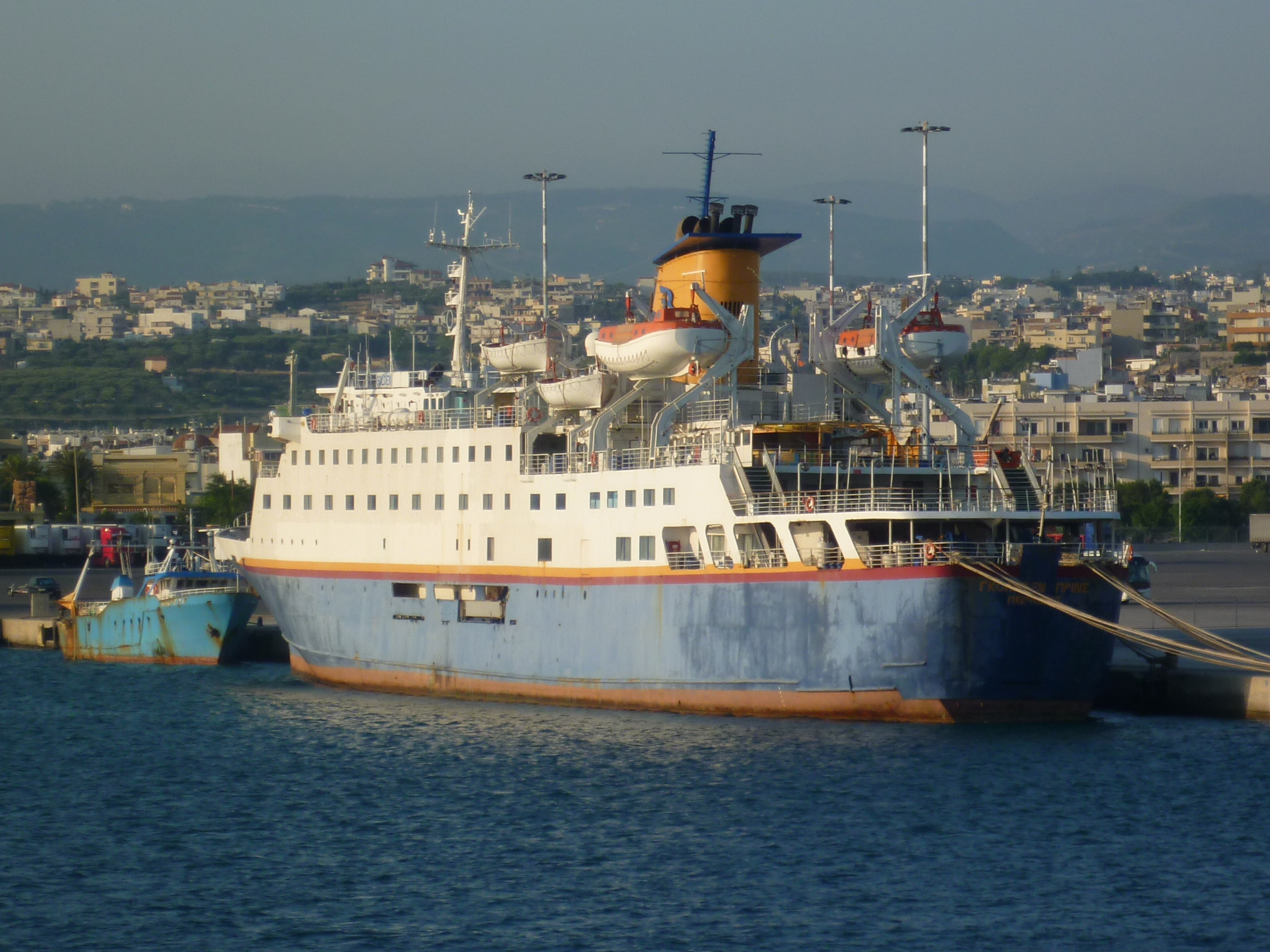
イラクリオ港

### 道路
島の北岸を東西に走る GR-90 が幹線であり、欧州自動車道路にも指定されている。
欧州自動車道路
- E65号線 (European route E65)  : 〔… - カラマタ〕 -  キサモス - ハニア
- E75号線 (European route E75)  : 〔… - アテネ〕 - ハニア - イラクリオン - シティア

主要な高速道路・自動車道路
- GR-90号線 (Greek National Road 90)  : キサモス - レティムノ - イラクリオ - シティア
- GR-97号線 (Greek National Road 97)  : レティムノ - ゴルティナ - イラクリオ

### 空港
- ハニア国際空港
- イラクリオン国際空港
- シティア空港（英語版）

### 港湾
- イラクリオ港
- ハニア港
- キサモス港
- スダ港
- レティムノ港
- アイオス・ニコラオス港
- シティア港
- パレオホラ港
- スファキア港
- ガヴドス港

## 文化・観光
神話
ギリシャ神話には、「クレーテー」（古代ギリシア語: Κρήτη / Krētē）としてしばしば登場する。赤子のゼウスは、クレタ島のアドラステイアとイーデーによってアイガイオン山に匿われた。また、エウローペーが牛に変じたゼウスにさらわれ、ボスポラス海峡（牛渡りの海峡）を通ってクレタに辿り着き、その子がクレタ王となって文明が生じたとされる。この他にもホメーロスの『イーリアス』など、クレタ島に関する諸話（「テーセウスとミーノータウロス」や「ダイダロスとイーカロス」など）は多い。
嘘つき
新約聖書『テトスへの手紙』にて、以下の記述があり、
彼らのうちの一人、預言者自身が次のように言いました。「クレタ人はいつもうそつき、悪い獣、怠惰な大食漢だ。」（テトス 1:12、新共同訳聖書）
クレタ人が「クレタ人はすべて嘘つき」と言った自己言及のパラドックスや、クレタ人哲学者エピメニデスからエピメニデスのパラドックスなどに影響を与えた。
弓兵
クレタ弓兵は弓の名手として、様々な国で傭兵として迎えられた。
観光
観光スポットとしては、クノッソス宮殿やフェストス遺跡、ゴルティス遺跡などの考古学上の遺跡、またヴェネツィア人がハニアに建てた城といった史跡や、サマリア渓谷やアイア・イリニ、アラデネなどにある渓谷など自然景観が有名である。
料理
クレタ料理は、主に野菜と果物と魚で、肉は近代化するまで余り食卓には上がらなかった。

## 出身者
- エピメニデス (紀元前600-500年頃、詩人・預言者、関連項目参照)
- ネアルコス (紀元前360年頃-紀元前300年、マケドニアの将軍)
- メソメデス (2世紀頃、音楽家)
- エル・グレコ （1541年-1614年、画家）
- エレフテリオス・ヴェニゼロス（1864年-1936年、政治家）
- ニコス・カザンザキス (1883年-1957年、作家)
- オデッセアス・エリティス (1911年-1996年、詩人、ノーベル文学賞受賞)
- ナナ・ムスクーリ (1934年- 、歌手・政治家)
- ジョセフ・シファキス （1946年- 、計算機科学者、チューリング賞受賞）
- ニコス・カレリス（1992年-、サッカー選手）